# Taiyo (álbum)
Taiyo es el nombre del álbum debut del grupo español Loco Mía, salió a la luz en 1989 por el sello discográfico Hispavox. Sus canciones son mezclas de música electro, glam, Dance, pop latino y new Wave lo cual combinó con sus extravagantes vestuarios. La formación constaba de cuatro miembros: Xavier Font, Juan Antonio Fuentes, Carlos Armas y Manuel Arjona. La palabra que da nombre al título significa "sol" en japonés.
Para su promoción se eligieron tres sencillos: Locomía, Taiyo y Rumba Samba Mambo que fueron cantados en muchos programas de televisión. Además, se lanzaron videoclips en los que se destacó su andrógina indumentaria: zapatos estilo de 1700, hombreras exageradas y abanicos gigantes.
Fue un éxito comercial, obtuvo oro y platino en diez países, la mayoría de ellos en América Latina, y las ventas alcanzaron más de un millón de copias en todo el mundo, lo que lo convirtió en el más vendido de su carrera.

## Antecedentes y producción
Loco Mía inició su carrera profesional en 1984 como un grupo de diseñadores de moda, siendo sus primeros miembros Xavier Font y su hermano Luis, Gard Passchier y Manuel Arjona. Apareciendo en Ibiza, en el momento más extremo de los años 80, llamaron la atención, sobre todo, por su look: calzaban zapatos modelo 1700, hombreras exageradas (llegaban a medir unos 70 centímetros) y abanicos gigantes, y por su comportamiento andrógino y ropa chic, que desafiaba las convenciones de la época. Se hicieron famosos en la isla, bailando en la discoteca KU, la cual era considerada la discoteca al aire libre más famosa del mundo y estaba en su apogeo.
La popularidad creció con el tiempo, hasta el punto de que el cantante Freddie Mercury usó una de sus ropas y zapatos en uno de sus videos musicales. Aunque el objetivo nunca fue convertirse en cantantes, firmaron un contrato con José Luis Gil, quien también había sido presidente del sello Hispavox, con el objetivo de lanzar su primer trabajo fonográfico.
Las grabaciones tuvieron lugar en Madrid, España. El objetivo era que las canciones tuvieran un sonido que mezclara la música pop que estaba de moda en Europa con ritmos latinos.  En ese contexto, el mánager hizo varias demandas a los chicos, con el fin de vender su imagen a la mayor cantidad de gente posible, especialmente a las jóvenes adolescentes, ya que las llamadas boy bands (que les encantó) generaban muchos retornos económicos para las discográficas. Entre las demandas estaba el hecho de que debían ocultar su sexualidad, ya que los cuatro eran homosexuales. Otro requisito es en cuanto a las voces, el grupo no tenía talento vocal y la voz del primer sencillo es del mánager, Gil. Este hecho permaneció desconocido durante años, hasta que en junio de 2022 se estrenó un documental de tres episodios del canal Movistar Plus+.
Ocho canciones formaban parte de la lista de canciones, sin embargo, en la versión lanzada en Brasil, dos de ellas fueron versionadas al portugués brasileño: "Gorbachov" y "Rumba, Samba, Mambo".  El tema "Loco Mia" rinde homenaje a Ibiza en su letra; la pista "Gorbachev" es un tributo al entonces presidente de la Unión Soviética, Mijaíl Gorbachov.

## Lanzamiento y promoción
La publicidad de la obra incluyó apariciones en un número considerable de programas de televisión, inicialmente solo en España. Las coreografías de las canciones fueron versiones mejoradas de las interpretadas por los cuatro miembros en el club nocturno KU.
Se eligieron tres canciones como sencillos: "Locomía" (alcanzó el #2 en Los 40 (España)), "Taiyo" (alcanzó el #10 en Los 40, España), "Rumba Mambo" (alcanzó el #6 en España, #27 en el Billboard Hot Latin Songs (EE. UU.); #10 en México). Para cada uno de ellos se realizó un videoclip, cuyo destaque fue el icónico vestuario del cuarteto.

## Desempeño comercial
Comercialmente, fue un éxito. En España se vendieron más de 60.000 ejemplares en tres meses. Promusicae auditó las ventas y lo certificó oro en el mismo año. Según el sitio web oficial, las ventas totales estuvieron cerca de un disco de platino (100.000).
El 8 de noviembre de 1990, el diario brasileño O Globo informó que para esa fecha el grupo ya había recibido un disco de platino en Argentina, por más de 60.000 copias vendidas. Meses después, el número se duplicó y las ventas finalmente alcanzaron las 120.000 copias, el equivalente a dos discos de platino. Según el diario brasileño Correio Braziliense, del 26 de noviembre de 1990, las ventas en Brasil rondaron los 100.000 ejemplares. Eventualmente, se entregó un disco de oro mientras el grupo estaba en un maratón para promocionar el trabajo, lo que los convirtió en el grupo español más exitoso en la historia de la industria musical brasileña.
Obtuvo disco de oro en seis países más: Chile, Ecuador, España, Perú, Uruguay y Venezuela, y doble disco de oro en México. Así, se convirtió en el mayor éxito de su carrera, con más de 1 millón de copias vendidas en todo el mundo.

## Lista de canciones

### Lado A
| N.º | Título             | Escritor(es) | Duración |  |
| 1.  | «Ti amo América»   |              | 3:40     |  |
| 2.  | «Loco Mía»         |              | 5:43     |  |
| 3.  | «Noche de embrujo» |              | 4:56     |  |
| 4.  | «Terror visión»    |              | 5:18     |  |

### Lado B
| N.º | Título                       | Escritor(es) | Duración |  |
| 5.  | «Rumba, Samba, Mambo(R.S.M)» |              | 6:05     |  |
| 6.  | «Gorbachov»                  |              | 4:58     |  |
| 7.  | «Taiyo (Sol)»                |              | 5:30     |  |
| 8.  | «Finale»                     |              | 1:30     |  |

## Posicionamiento en listas

### Semanales
| País (1989-1990)    | Posición |
| ------------------- | -------- |
| España (Promusicae) | 35       |
| Uruguay (CUD)       | 1        |

## Certificaciones
| País (Organismo certificador) | Certificaciones | Ventas    |
| ----------------------------- | --------------- | --------- |
| Argentina                     | 2× platino      | 120 000   |
| Brasil                        | Oro             | 100 000   |
| Chile                         | Platino         | 25 000    |
| Colombia                      | Oro             | 30 000    |
| Ecuador                       | Oro             | 3 000     |
| España (PROMUSICAE)           | Oro             | 60 000    |
| México                        | 2× oro          | 250 000   |
| Perú                          | Oro             | 5 000     |
| Uruguay                       | Oro             | 3 000     |
| Venezuela                     | Oro             | 10 000    |
| Resumen                       |                 |           |
| Ventas mundiales              | —               | 1,000,000 |